# Garuda Linux
Garuda Linux je distribuce Linuxu založená na distribuci Arch Linux.

## Popis
Název systému odkazuje na hinduistickou postavu Garuda, ptačí bytost připravenou kdykoliv přispěchat na pomoc. Systém používá více uživatelských rozhraní včetně modifikovaného KDE Plasma 6, klasického GNOME, Xfce a dalších. Balíčkovacím systémem distribuce je Pacman. Způsob vydávání je tzv. rolling release, tj. průběžné drobné aktualizace systému na místo vydávání velkých aktualizací celého systému jednou za několik měsíců či let. Distribuce je určená pro každodenní použítí, ale obsahuje například také edici určenou přímo pro počítačové hráče, která obsahuje už předinstalovaný software pro usnadnění hraní her. Garuda používá jako základní souborový systém Btrfs.

## Historie
Systém byl poprvé zveřejněn 26. března 2020. Projekt byl založen indicko-německým studentem Shrinivasem Kumbharem a na jeho vývoji spolupracuje mezinárodní komunita.